# 珀斯鑄幣廠銀條

1公斤珀斯鑄幣廠銀條

珀斯鑄幣廠銀條指的是由澳洲珀斯鑄幣廠所生產的銀條產品，提供給人投資和收藏的用途。純度是99.9%
現時的白銀條狀產品有：10盎司、20盎司、1公斤和100盎司。所有版本都是採用模具倒模形式製造，有別於其他鑄幣廠使用的壓印形式。

## 設計和尺寸
所有銀條的設計中，背面均是空白的，只有正面有圖案和文字。請留意以倒模製成的銀條，尺寸上可能稍有出入。
由於銀條的邊緣使用弧形設計，因此看起來銀條的表面是拱起，但是側看表面時卻是平面的。

### 10盎司
上方有珀斯鑄幣廠的標誌，下方標明重量和純度「10 ozs 999」。
- 尺寸：68 x 33 x 15 毫米[1]

### 20盎司
上方有珀斯鑄幣廠的標誌，下方標明重量和純度「20 ozs 999」。
- 尺寸：85 x 42 x 18 毫米[2]

### 1公斤
上方有珀斯鑄幣廠的標誌，下方標明重量和純度「1 KILO 999」。
- 尺寸：99 x 49 x 22 毫米

### 100盎司
上方有珀斯鑄幣廠的標誌，中央左邊有獨立編號，下方標明重量和純度「100 ozs 999 Fine Silver」。
- 尺寸：144 x 72 x 30 毫米

## 外部連結
- 官方網站頁面 （页面存档备份，存于）